# Tétras du Caucase
Lyrurus mlokosiewiczi
Espèce
Statut de conservation UICN

 NT  : Quasi menacé
Statut CITES
Synonymes
Tetrao mlokosiewiczi
Le Tétras du Caucase (Lyrurus mlokosiewiczi) est une espèce d'oiseau de la famille des Phasianidae. Il habite, comme son nom l'indique, les montagnes du Caucase.

## Identification
- Mâle (ou coq) : Paraît noir de loin avec de faibles reflets vert. Caroncules érectiles rouges au-dessus de l'œil plus petites que le tetras lyre, bec gris foncé ; tache blanche à l’épaule, primaires légèrement brunes ; dessous des ailes blancs ; longue queue légèrement fourchue mais moins que le mâle ; reflets verdâtres sur tout le corps. Longueur : 50 à 55 cm.
- Femelle (ou poule) : Semblable à celles du tétras-lyre, mais plus grise, tachetée de noir et de brun ocré sur le dos, la tête et les ailes ; plastron gris barré de noir et de blanc, longue queue droite. Longueur : 37 à 42 cm.

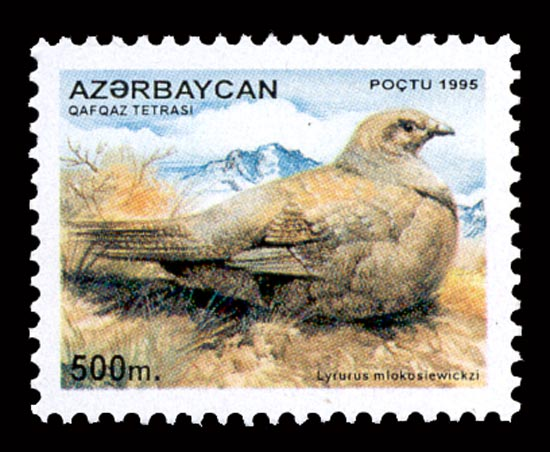
Une femelle

## Répartition et milieu biologique
- Endémique au Caucase (Sud de la Russie, Nord-est de la Turquie, Nord de l’Iran et de l’Azerbaïdjan, montagnes d’Arménie et de Géorgie).
- En été, le tétras du Caucase habite la limite supérieure des forêts, jusqu’aux prairies subalpines (entre 1500 et 3000 mètres d’altitude environ). En hiver, il se réfugie dans les forêts de bouleaux, de sapins ou de pins. Si l'enneigement est important, ils peuvent descendre jusqu'à 700 mètres. Il affectionne les massifs de rhododendrons parsemés de bouleaux nains et de saules. Comme son habitat est restreint, c'est un oiseau peu commun voir relativement rare dans les monts du Petit et Grand Caucase. On le trouve également aux confins de l'Iran et le la Turquie.

## Reproduction
Espèce polygame. Au printemps, il se retrouve sur des places de chants dans les pentes dénudées d’arbres et souvent raides ; les mâles redressent légèrement leur queue, gonflent leur ventre et rejettent leur tête en arrière ; ils ne produisent qu’un faible roucoulement audible uniquement à quelques mètres ; ils sautent souvent en faisant un demi-tour, exhibant ainsi le dessous de leurs ailes, qui est blanc. Les poules couvent et élèvent seules leurs poussins.

## Nid
Le nid est bien dissimulé à terre sous des arbrisseaux ou des broussailles, quelques fois sous un abri rocheux. À la fin du mois de mai, la femelle ponds 2 à 10 œufs, en moyenne 6, qui sont en général plus clair que ceux du Tétras Lyre. La femelle couve seule pendant environ trois semaines.

## Alimentation
Il se nourrit essentiellement de chatons et de pousses de bouleaux, de feuilles de rhododendrons, d'aiguilles et de baies de genévrier et de diverses graines. Seules les jeunes Tétras du Caucase mangent des petits invertébrés et des insectes.

## Chant
Le mâle est particulièrement silencieux, il n'émet que quelques discrets bruits durant la parade amoureuse. Par contre ses ailes produisent un vrombissement durant son vol. La femelle, quant à elle, émet des caquètements.

## Classification
- Le tétras du Caucase appartient à la famille des Tétraonidés (Tetraonidae), famille incluse dans l'ordre des Gallinacés (Galliformes).
- Il a été nommé par Taczanowskii en 1875 sous le nom de Tetrao mlokosiewiczi, il n’existe aucune sous-espèce.